# Crowsoniella relicta
Crowsoniella relicta là một loài bọ cánh cứng trong phân bộ Archostemata. Chúng cũng là loài duy nhất trong họ Crowsoniellidae